# Memorias del subdesarrollo
Memorias del subdesarrollo is een Cubaanse dramafilm uit 1968 onder regie van Tomás Gutiérrez Alea. Het scenario is gebaseerd op de gelijknamige roman uit 1962 van de Cubaanse auteur Edmundo Desnoes.

## Verhaal
Sergio is een auteur uit een rijke Cubaanse familie. Zijn vrouw en vrienden vluchten naar Miami, maar hij besluit achter te blijven in zijn vaderland. Sergio kijkt terug op de Cubaanse Revolutie.

## Rolverdeling
| Acteur          | Personage              |
| --------------- | ---------------------- |
| Sergio Corrieri | Sergio Carmona Mendoyo |
| Daisy Granados  | Elena                  |
| Eslinda Núñez   | Noemi                  |
| Omar Valdés     | Pablo                  |
| René de la Cruz | Broer van Elena        |